# دونالد مارتن كارول
دونالد مارتن كارول (بالإنجليزية: Donald Martin Carroll)‏ هو كاهن كاثوليكي أمريكي، ولد في 25 نوفمبر 1909 في شيكاغو في الولايات المتحدة، وتوفي في 3 يناير 2002.